# 10 Aniversario
10 aniversario es el octavo álbum de estudio de la banda sinaloense mexicana MS de Sergio Lizárraga, lanzado el 1 de octubre de 2013 bajo el sello Discos Sabinas/Remex Music y distribuido por Catapult, The Orchard Enterprises y Lizos Music. El álbum se compone de doce canciones de música tradicional y popular mexicana.

## Información del álbum
10 aniversario fue lanzado como festejo de los diez años de inicio de la banda grabado durante 2013 en el estudio 21 de Mazatlán, Sinaloa. El álbum se compone de doce canciones de música popular mexicana principalmente corridos y rancheros, géneros con los que comenzaron su carrera.

## Sencillos
El primer sencillo «Hermosa experiencia» compuesto por Eduardo y Horacio Palencia fue lanzado el 19 de agosto de 2013 como descarga digital. El video de la canción fue grabado durante dos días en agosto de 2013 en las localidades de San José de Gracia y Atotonilco el Alto en el estado de Jalisco. Fue dirigido y producido por Global Publicidad e  incluye escenas en una caba, una cantina, una hacienda y un granero donde se desarrolla la historia.

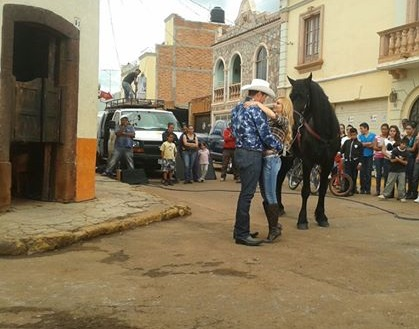
Oswaldo «Walo» Silvas durante la grabación de «Hermosa experiencia»

En febrero de 2017 Banda MS lanza de manera web su reality show Hermosa Experiencia haciendo referencia al éxito comercial de esta canción.
«Ni las moscas se te paran» fue lanzado como segundo sencillo del álbum en enero de 2014, está compuesto por Horacio Palencia y José Alberto Inzunza más conocido como "Joss Favela". El video de la canción se filmó en Mazatlán, Sinaloa durante dos días.

## Lista de canciones
Créditos adaptados de Allmusic.

| N.º   | Título                                   | Escritor(es)                                                       | Duración |  |
| 1.    | «El viejito (aka Juanito el Comandante)» | José Ontiveros Meza                                                | 3:05     |  |
| 2.    | «Por las calles de Chiuahua»             | Homero Prado Elizondo                                              | 1:56     |  |
| 3.    | «Hermosa experiencia»                    | Eduardo Palencia y Horacio Palencia                                | 2:37     |  |
| 4.    | «Pelo chino»                             | Regulo Caro                                                        | 2:15     |  |
| 5.    | «Me gustas mucho»                        | Javier Cuen                                                        | 2:27     |  |
| 6.    | «Las tundras»                            | Gerardo Ortíz                                                      | 2:42     |  |
| 7.    | «Ni las moscas se te paran»              | Joss Favela y Horacio Palencia                                     | 3:04     |  |
| 8.    | «Fiesta de muerte»                       | Manuel Antonio Fernández                                           | 2:21     |  |
| 9.    | «Atrapada»                               | Francisco Javier Ríos García, Ramiro Chávez Leija y Marco A. Pérez | 3:05     |  |
| 10.   | «Hoy vivo en el alcohol»                 | Carlos González                                                    | 2:22     |  |
| 11.   | «Acabo de enterarme»                     | Alex Rivera                                                        | 3:00     |  |
| 12.   | «La pasadita»                            | Fidencio Villarreal                                                | 2:15     |  |
| 31:09 |                                          |                                                                    |          |  |

## Personal
- Productor: Sergio Lizárraga Lizárraga
- Arreglos: Sergio Lizárraga, Ricardo Nordahl e Himar Loredo
- Estudio: 21 Mazatlán, Sinaloa
- Ingeniero de grabación: Ramón Sánchez y Alberto Lizárraga
- Arte y diseño: Remex Music

## Posicionamiento en listas

### Álbum
| Estados Unidos | US Latin Albums            | 11 |
| Estados Unidos | US Regional Mexican Albums | 7  |
| México         | Top 20 (AMPROFON)          | 97 |

### Sencillos
| Año                                                                            | Título                      | Posiciones     | Posiciones     | Posiciones                  | Posiciones      | Posiciones         |
| Año                                                                            | Título                      | México General | México Popular | Guatemala Regional Mexicano | USA Latin Songs | USA Regional Songs |
| ------------------------------------------------------------------------------ | --------------------------- | -------------- | -------------- | --------------------------- | --------------- | ------------------ |
| 2013                                                                           | «Hermosa experiencia»       | 5              | 2              | 10                          | 5               | 1                  |
| 2014                                                                           | «Ni las moscas se te paran» | 18             | 13             | —                           | —               | —                  |
| «—» indica que el sencillo no fue lanzado o no se posicionó en ese territorio. |                             |                |                |                             |                 |                    |